# Ermis Aradippou
El Ermis Aradippou (en griego: Ερμής Αραδίππου) es un equipo de Aradippou, Chipre y que milita en la segunda división de fútbol de ese país. El club fue fundado en 1958 y juega en el Aradippou Stadium.

## Palmarés
- Segunda División de Chipre: 4

1982–83, 1984–85, 2008–09, 2019-20
- Tercera División de Chipre: 3

1976-77, 1996–97, 2007-08
- Supercopa de Chipre: 1

2014

## Participación en competiciones de la UEFA
| Temporada | Torneo             | Ronda            | Club       | Casa | Visita | Global |
| --------- | ------------------ | ---------------- | ---------- | ---- | ------ | ------ |
| 2014–15   | UEFA Europa League | Clasificatoria 3 | Young Boys | 0–2  | 0–1    | 0–3    |

## Entrenadores desde 2009
- Dusan Mitosevic (septiembre de 2009–agosto de 2010)
- Demetris Ioannou (noviembre de 2010–diciembre de 2010)
- João Carlos Pereira (diciembre de 2010–junio de 2011)
- Nikos Andronikou (octubre de 2011–octubre de 2012)
- Nicos Panayiotou (octubre de 2012–2014)
- Nikodimos Papavasiliou (2014–2015)
- Mitchell van der Gaag (2015)
- Ioannis Okkas (2015)
- Pavlos Dermitzakis (2015)
- Nicos Panayiotou (2015–2017)

## Jugadores

### Plantilla 2017
- = Lesionado de larga duración